# Богоева къща
Богоевата къща (на македонска литературна норма: Богоевска куќа) е къща музей в ресенското село Болно, Северна Македония.

## Местоположение
Сградата е разположена в северната част на селото.

## История
Изградена е в края на XIX – началото на XX век. Къщата е роден дом на комунистическия партизанин Димитър Богоевски (1918 – 1942), обявен посмъртно за народен герой на комунистическа Югославия. На 30 октомври 1969 година сградата е обявена за паметник на културата.